# Caș
Cașul este un sortiment de brânză preparat din lapte închegat și stors de zer.

## În România
În Comuna Negrilești, Vrancea există o tradiție în a realiza păpuși din caș, făcute din brânză proaspătă și puse în forme din lemn de paltin.